# Pokémon Mystery Dungeon: Esploratori del tempo ed Esploratori dell'oscurità
Pokémon Mystery Dungeon: Esploratori del tempo (ポケモン不思議のダンジョン 時の探検隊?, Pokemon fushigi no danjon toki no tankentai) e Pokémon Mystery Dungeon: Esploratori dell'oscurità (ポケモン不思議のダンジョン 闇の探検隊?, Pokemon fushigi no danjon yami no tankentai) sono una coppia di videogiochi di Pokémon creati da Nintendo per Nintendo DS.
La storia è basata su quella della coppia di videogiochi Pokémon Mystery Dungeon: Squadra rossa e Squadra blu: un ragazzo (o una ragazza) si trasformano in un Pokémon e vengono catapultati nel mondo di questi ultimi. Rispetto ai titoli precedenti è possibile utilizzare il Wi-Fi per inviare Pokémon, squadre o strumenti agli amici e aiutarli quando vengono sconfitti.
Dal videogioco sono stati tratti gli episodi speciali 20 e 21 dell'anime Pokémon. Il primo tra questi è stato trasmesso in Italia il 3 e 4 luglio 2008 sul canale televisivo K2.

## Modalità di gioco

Immagine di gioco

Come nei titoli precedenti, la scelta del Pokémon da assegnare al giocatore avviene dopo una serie di domande iniziali. Il protagonista può assumere la sembianze di uno dei seguenti 16 Pokémon: Bulbasaur, Charmander, Squirtle, Chikorita, Cyndaquil, Totodile, Treecko, Torchic, Mudkip, Turtwig, Chimchar, Piplup, Pikachu, Meowth, Munchlax o Skitty. Il suo partner sarà scelto tra uno di questi, escludendo gli ultimi tre (di tipo Normale) e i Pokémon dello stesso tipo del giocatore.

## Trama
Il giocatore viene trascinato a riva da una tempesta e viene rinvenuto da un timido Pokémon che sogna di formare una squadra di esplorazione. Dopo aver collaborato con lui per recuperare il Frammento Antico, misteriosa reliquia sottrattagli da alcuni bulli, il giocatore, avendo perso tutti i ricordi tranne il proprio nome ed il fatto di essere in realtà umano, accetta di formare una squadra di esplorazione per scoprire il mistero della propria identità. I due si iscrivono quindi alla Gilda di Wigglytuff e iniziano ad allenarsi come esploratori. Durante questo periodo, il giocatore scopre di poter avere visioni di eventi futuri o passati, chiamate Squarci Temporali.
Tempo dopo, le autorità avvisano la Gilda che un criminale di nome Grovyle sta rubando alcuni artefatti chiamati Ingranaggi del Tempo, che stabilizzano il flusso del tempo di ogni regione e in assenza dei quali il tempo non può scorrere normalmente. Il giocatore e il partner tentano di intercettare Grovyle, ma vengono facilmente sconfitti. Successivamente, la Gilda chiede l'aiuto di un famoso esploratore: Dusknoir. Quest'ultimo rivela che sia lui che Grovyle vengono dal futuro e che se gli Ingranaggi del Tempo dovessero essere rubati, il mondo dei Pokémon si paralizzerebbe completamente, divenendo un luogo oscuro pieno di Pokémon spaventati e ostili. Con l'aiuto dei guardiani degli Ingranaggi del Tempo, Uxie, Mesprit e Azelf, Dusknoir cattura con successo Grovyle ricollocando ai loro posti gli artefatti rubati. Tornato in città, Dusknoir apre un buco dimensionale per riportare Grovyle nel futuro, congedandosi così dagli abitanti del villaggio, ma improvvisamente afferra il giocatore e il partner e li trascina nel portale con lui.
Il giocatore e il partner si risvegliano in una prigione. Dopo essere sfuggiti a un'esecuzione assieme a Grovyle per mano di Dusknoir e di alcuni Sableye, scoprono che il tempo nel mondo si è fermato. Apprendono quindi da Grovyle che questo è il futuro e che la paralisi è stata causata dal crollo della Torre del Tempo, che ha anche corrotto il suo padrone, Dialga, tramutandolo in un essere malvagio noto come Dialga Oscuro: Dusknoir è infatti un suo emissario, inviato nel presente per catturarlo. Grovyle rivela inoltre che lui e un essere umano hanno viaggiato indietro nel tempo per portare gli Ingranaggi del Tempo alla Torre al fine di salvare il mondo: l'essere umano si rivelerà poi essere proprio il giocatore. Con l'aiuto di Celebi, un'amica di Grovyle, il gruppo riesce a sfuggire al gruppo di Dusknoir ed a tornare nel presente tramite un altro portale.
Il duo chiede quindi l'aiuto della Gilda per portare gli Ingranaggi del Tempo alla Torre di Dialga. Mentre Grovyle raccoglie i vari oggetti, la Gilda indaga sulla Torre del Tempo e scopre un modo per raggiungere la Terra Nascosta dove essa si trova, processo che richiede proprio il Frammento posseduto dal partner. Il giocatore, il partner e Grovyle viaggiano verso la Terra Nascosta traghettati da Lapras, il suo guardiano, venendo successivamente attaccati da Dusknoir. Costui rivela al giocatore che se questi dovesse riuscire a cambiare il futuro, loro due e Grovyle verrebbero cancellati dall'esistenza,  poiché il loro mondo e tutti i Pokémon che vi appartengono, non esisterebbero più. Grovyle a malincuore conferma le parole di Dusknoir, e si sacrifica coraggiosamente per trascinarlo nel futuro, permettendo così al giocatore di proseguire. I due si dirigono verso la cima della Torre, sconfiggono Dialga Primordiale e lo riportano alla ragione inserendo gli Ingranaggi del Tempo nella Torre e fermando così la paralisi del pianeta. Sulla via del ritorno, il giocatore saluta definitivamente il partner prima di svanire e lo ringrazia per tutti i momenti passati assieme, accompagnato da una malinconica colonna sonora. Qui sembrerebbe terminare il gioco: ma dopo i titoli di coda, Dialga, profondamente colpito dall'immenso dolore del partner per la scomparsa dell'amico, permette a quest'ultimo di poter tornare, come ringraziamento per aver riportato il tempo alla normalità. Il giocatore ricompare quindi sulla stessa spiaggia dove il suo viaggio aveva avuto inizio, ricongiungendosi con il compagno in lacrime.
Dopo la storia principale, il giocatore e il partner si diplomano alla Gilda di Wigglituff e trasferiscono la loro base operativa sul Promontorio Sharpedo, la vecchia casa del partner. Apprendono tuttavia che, nonostante il tempo abbia ripreso a scorrere normalmente, non possono ancora evolversi, a causa di una distorsione nella struttura dello spazio. In seguito viene rivelato che un Pokémon malvagio di nome Darkrai era responsabile degli eventi occorsi fino a quel momento. La squadra, con l'aiuto di Palkia e Cresselia, sconfigge Darkrai, correggendo la distorsione e permettendo finalmente al giocatore e al partner di evolversi.
Qui finirà definitivamente la trama del gioco, ma sarà ancora possibile continuare le varie missioni secondarie alla Gilda.